# Salvatore Quasimodo
Salvatore Quasimodo (n. 20 august 1901, Modica, Sicilia, Regatul Italiei – d. 14 iunie 1968, Napoli, Italia) a fost un poet și traducător italian.  Considerat unul dintre cei mai notabili  poeți italieni ermetici, a devenit laureat al Premiului Nobel pentru Literatură în 1959, stârnind multiple controverse, mai ales în Italia.

## Motivația Juriului Nobel
"...pentru poezia sa lirică în care cu o clasică înflăcărare înfățișează experiența tragică a vieții timpului nostru . ."

## Date biografice
S-a născut în Sicilia, în 1901, într-o familie de feroviari. Urmează studii de inginerie și desen tehnic, întrerupte în favoarea celor clasice. La terminarea acestora din urmă se stabilește la Florența unde, prin 1927 va începe să colaboreze la revista Solaria care promova reîntoarcerea la realism într-un moment de dominanță a ermetismului.
A lucrat mai întâi ca proiectant tehnic și inginer civil. Cele cinci antologii de poezie au apărut între 1930 și 1938, inclusiv Acque e terre (Ape și pământ, 1930). Acestea i-au stabilit reputația de cel mai important poet ermetic italian. Opera sa complexă este inspirată din simboliștii francezi.
A avut și o atitudine de opoziție discretă față de regimul fascist al lui Mussolini. A participat la numeroase activități anti-fasciste în timpul celui de-al doilea război mondial, ceea ce a dus la încarcerarea lui. Maturitatea poetică a lui Quasimodo și preocuparea lui pentru dilema omului modern i-au adus premiul Nobel pentru literatură din 1959. Stilul lui este marcat de un grad mai mare de claritate și de sensibilitate. Quasimodo a explicat istoria și destinul omului printr-o lamentație fundamentală pentru înfrângerea omului de către un univers ostil. Printre operele lui se numără Dare e avere (A da și a avea) (1966) și Debit și credit (1972).

## Opera
- Acque e terre (Ape și pământuri) (1930)
- Oboe sommerso (1932)
- Odore di eucalyptus, ed altri versi (Miros de eucalipt și alte versuri) (1933)
- Erato e Apòllìon (1935)
- Poesie (1938)
- Lirici Greci (1940)
- Ed è subito sera (Și deodată e seară) (1942)
- Con il piede straniero sopra il cuore (1946)
- Giorno dopo giorno (Zi după zi) (1947) [20]
- La vita non è sogno (Viața nu e vis) (1949)
- Il falso e vero verde (1954)
- Il fiore delle "Georgiche" (1957)
- La terra impareggiabile (Pământul fără seamăn) (1958, reeditat în 1962)
- Petrarca e il sentimento della solitudine (1959)
- Tutte le poesie (1960)
- Il poeta e il politico e altri saggi (1960)
- Orfeo Anno Domini MCMXLVII (1960)
- Scritti sul teatro (1961)
- Nove poesie (1963)
- L'amore di Galatea. – Palermo (1964)
- Anita Ekberg, a cura di Sennuccio Benelli (1965)
- Dare e avere (A da și a avea)  (1966)

## Traduceri
- Versuri, traducere A.E.Bakonsky, București, Editura Tineretului, 1961;
- Poesie, traducere A.E.Bakonsky, București, Editura pentru Literatură, 1968.